# Polymita (växter)
Polymita är ett släkte av isörtsväxter. Polymita ingår i familjen isörtsväxter.
Kladogram enligt Catalogue of Life:
| Polymita | \| \| Polymita albiflora \| \| \| \| \| \| Polymita steenbokensis \| \| \| \| |
|          | \| \| Polymita albiflora \| \| \| \| \| \| Polymita steenbokensis \| \| \| \| |
|          | Polymita albiflora                                                            |
|          |                                                                               |
|          | Polymita steenbokensis                                                        |
|          |                                                                               |